# Proletarskaïa (métro de Moscou)
Pour les articles homonymes, voir Proletarskaïa.
Proletarskaïa (en russe : Пролета́рская et en anglais : Proletarskaya) est une station de la ligne Tagansko-Krasnopresnenskaïa (ligne 7 mauve) du métro de Moscou, située sur le territoire de l'arrondissement Taganski dans le district administratif central de Moscou.

## Situation sur le réseau
Établie en souterrain, à 9 mètres sous le niveau du sol, la station Proletarskaïa est située au point 35+55 de la ligne Tagansko-Krasnopresnenskaïa (ligne 7 mauve), entre les stations Taganskaïa (en direction de Planernaïa) et Volgogradski prospekt (en direction de Kotelniki).